# 約翰·威廉斯 (政治人物)
約翰·威廉斯（John Williams，1955年1月16日—）是一位澳洲政治人物，他的黨籍是澳洲國家黨。自2008年開始，他是代表新南威爾斯州的澳大利亞參議院議員之一。